# Devenish Island
Devenish Island est une île du Lough Erne dans le comté de Fermanagh en Irlande du Nord.

## Histoire
Le site est surtout connu pour ses ruines d'une abbaye du VIe siècle qui renferme le tombeau de saint  Mo Laisse, fondateur du site, un des Douze apôtres de l'Irlande.